# Де Ахмед?
«Де Ахмед?» (азерб. «Əhməd Haradadır?») — радянська кінокомедія 1963 року, знятий на кіностудії «Азербайджанфільм».

## Сюжет
Герої фільму майстер Ахмед і доярка Лейла виступають проти старих традицій і звичаїв, бажаючи за своїм будувати своє особисте життя. Ахмед, що приїхав в гості до батьків, дізнається, що його мають намір одружити, не запитавши його думки. Обурений цим, він залишає рідну домівку. Така ж ситуація складається і у Лейли, яку хочуть насильно видати заміж, і вона їде в місто. Батьки Ахмеда відправляються на пошуки своїх дітей, зустрічаючись під час поневірянь з безліччю людей. Тим часом Ахмед і Лейла зустрілися, познайомилися і полюбили один одного. Батьки, які знайшли їх, були щасливі, дізнавшись про це, оскільки вони хотіли одружити саме Ахмеда і Лейлу.

## У ролях
- Сіявуш Шафієв — Ахмед
- Тохфа Азімова — Лейла
- Мамедрза Шейхзаманов — Ширін
- Наджиба Мелікова — Наргіз
- Ельхан Касімов — шофер Ахмед
- Нона Пачуашвілі — сестра Ахмеда Джейран
- Мустафа Марданов — Мамед
- Ага Гусейн Джавадов — мастер Ахмед
- Лютфалі Абдуллаєв — Зулумов
- Ельданіз Зейналов — маляр Ахмед
- Олена Толстова — Айбеніз
- Сіявуш Аслан — Раміз
- Новруз Ахундов — Октай
- Аліага Агаєв — касир
- Аманулла Расулов — Марданзаде (начальник будівництва)
- Абдула Махмудов — сільський житель
- Мамедсадих Нурієв — робітник Ахмед
- Амалія Панахова — Масма
- Талят Рахманов — сільський житель
- Башир Сафарогли — п'яний Ахмед
- Юсіф Юлдус — Юсіф
- Талят Рахманов — епізод

## Знімальна група
- Режисер — Аділь Іскендеров
- Сценарист — Сабіт Рахман
- Оператор — Юлій Фогельман
- Композитори — Рауф Гаджиєв, Тофік Кулієв
- Художник — Мамед Гусейнов